# Olympische Sommerspiele 1928/Boxen
Bei den IX. Olympischen Sommerspielen 1928 in Amsterdam fanden acht Wettbewerbe im Boxen statt. Austragungsort war das Krachtsportgebouw, ein von Jan Wils erbautes temporäres Gebäude neben dem Olympiastadion.

## Bilanz

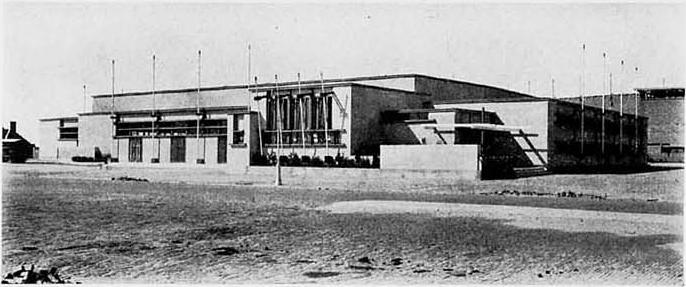
Krachtsportgebouw

### Medaillenspiegel
| Platz | Land                  | Gold | Silber | Bronze | Gesamt |
| ----- | --------------------- | ---- | ------ | ------ | ------ |
| 1     | Königreich Italien    | 3    | –      | 1      | 4      |
| 2     | Argentinien           | 2    | 2      | –      | 4      |
| 3     | Niederlande           | 1    | –      | 1      | 2      |
| 4     | Neuseeland            | 1    | –      | –      | 1      |
| 5     | Ungarn                | 1    | –      | –      | 1      |
| 6     | Vereinigte Staaten    | –    | 2      | 1      | 3      |
| 7     | Schweden              | –    | 1      | 1      | 2      |
| 8     | Deutsches Reich       | –    | 1      | –      | 1      |
| 8     | Frankreich            | –    | 1      | –      | 1      |
| 8     | Tschechoslowakei      | –    | 1      | –      | 1      |
| 11    | Belgien               | –    | –      | 1      | 1      |
| 11    | Dänemark              | –    | –      | 1      | 1      |
| 11    | Kanada                | –    | –      | 1      | 1      |
| 11    | Südafrikanische Union | –    | –      | 1      | 1      |

### Medaillengewinner
| Konkurrenz        | Gold                    | Silber          | Bronze             |
| ----------------- | ----------------------- | --------------- | ------------------ |
| Fliegengewicht    | Antal Kocsis            | Armand Apell    | Carlo Cavagnoli    |
| Bantamgewicht     | Vittorio Tamagnini      | John Daley      | Harry Isaacs       |
| Federgewicht      | Bep van Klaveren        | Victor Peralta  | Harold Devine      |
| Leichtgewicht     | Carlo Orlandi           | Stephen Halaiko | Gunnar Berggren    |
| Weltergewicht     | Ted Morgan              | Raúl Landini    | Raymond Smillie    |
| Mittelgewicht     | Piero Toscani           | Jan Heřmánek    | Léonard Steyaert   |
| Halbschwergewicht | Víctor Avendaño         | Ernst Pistulla  | Karel Miljon       |
| Schwergewicht     | Arturo Rodríguez Jurado | Nils Arvid Ramm | Michael Michaelsen |

## Ergebnisse

### Fliegengewicht (bis 50,80 kg)
| Platz | Land | Sportler        |
| ----- | ---- | --------------- |
| 1     | HUN  | Antal Kocsis    |
| 2     | FRA  | Armand Apell    |
| 3     | ITA  | Carlo Cavagnoli |
| 4     | SAF  | Henry Lebanon   |
| 5     | GER  | Hubert Ausböck  |
| 5     | NED  | Ben Bril        |
| 5     | MEX  | Alfredo Gaona   |
| 5     | GBR  | Cuthbert Taylor |
|       |      |                 |
| 17    | LUX  | Jean Kieffer    |

Datum: 7. bis 11. August 1928 

19 Teilnehmer aus 19 Ländern

### Bantamgewicht (bis 53,52 kg)
| Platz | Land | Sportler           |
| ----- | ---- | ------------------ |
| 1     | ITA  | Vittorio Tamagnini |
| 2     | USA  | John Daley         |
| 3     | SAF  | Harry Isaacs       |
| 4     | IRL  | Frank Traynor      |
| 5     | GBR  | Jack Garland       |
| 5     | CAN  | Vince Glionna      |
| 5     | ARG  | Carmelo Robledo    |
| 5     | HUN  | János Széles       |
| 9     | GER  | Hans Ziglarski     |

Datum: 7. bis 11. August 1928 

18 Teilnehmer aus 18 Ländern

### Federgewicht (bis 57,15 kg)
| Platz | Land | Sportler         |
| ----- | ---- | ---------------- |
| 1     | NED  | Bep van Klaveren |
| 2     | ARG  | Victor Peralta   |
| 3     | USA  | Harold Devine    |
| 4     | BEL  | Luc Biquet       |
| 5     | FRA  | Georges Boireau  |
| 5     | POL  | Jan Górny        |
| 5     | GBR  | Fred Perry       |
| 5     | FIN  | Kaarlo Väkevä    |
| 9     | GER  | Elmer Kloos      |

Datum: 7. bis 11. August 1928 

18 Teilnehmer aus 18 Ländern

### Leichtgewicht (bis 61,24 kg)
| Platz | Land | Sportler            |
| ----- | ---- | ------------------- |
| 1     | ITA  | Carlo Orlandi       |
| 2     | USA  | Stephen Halaiko     |
| 3     | SWE  | Gunnar Berggren     |
| 4     | DEN  | Hans Nielsen        |
| 5     | NED  | David Baan          |
| 5     | RHO  | Cecil Bissett       |
| 5     | ARG  | Pascual Bonfiglio   |
| 5     | CHI  | Jorge Díaz          |
| 9     | LUX  | Mathias Sancassiani |
| 9     | GER  | Franz Dübbers       |

Datum: 7. bis 11. August 1928 

24 Teilnehmer aus 24 Ländern

### Weltergewicht (bis 66,68 kg)
| Platz | Land | Sportler        |
| ----- | ---- | --------------- |
| 1     | NZL  | Ted Morgan      |
| 2     | ARG  | Raúl Landini    |
| 3     | CAN  | Raymond Smillie |
| 4     | FRA  | Robert Galataud |
| 5     | NED  | Cor Blommers    |
| 5     | ITA  | Romano Caneva   |
| 5     | FIN  | Johan Hellström |
| 5     | JPN  | Kintaro Usuda   |
|       |      |                 |
| 17    | GER  | Hans Fraberger  |
| 17    | LUX  | Albert Nuss     |
| 17    | GER  | William Walther |

Datum: 7. bis 11. August 1928 

22 Teilnehmer aus 22 Ländern

### Mittelgewicht (bis 72,57 kg)
| Platz | Land | Sportler         |
| ----- | ---- | ---------------- |
| 1     | ITA  | Piero Toscani    |
| 2     | TCH  | Jan Heřmánek     |
| 3     | BEL  | Léonard Steyaert |
| 4     | GBR  | Fred Mallin      |
| 5     | IRL  | John Chase       |
| 5     | ARG  | Humberto Curi    |
| 5     | USA  | Harry Henderson  |
| 5     | SWE  | Oscar Kjällander |
| 9     | GER  | Albert Leidmann  |
| 9     | LUX  | Georges Pixius   |

Datum: 7. bis 11. August 1928 

17 Teilnehmer aus 17 Ländern

### Halbschwergewicht (bis 79,38 kg)
| Platz | Land | Sportler            |
| ----- | ---- | ------------------- |
| 1     | ARG  | Víctor Avendaño     |
| 2     | GER  | Ernst Pistulla      |
| 3     | NED  | Karel Miljon        |
| 4     | SAF  | Donald McCorkindale |
| 5     | CAN  | Donald Carrick      |
| 5     | GBR  | Alfred Jackson      |
| 5     | IRL  | William Murphy      |
| 5     | LTU  | Juozas Vinča        |
| 9     | LUX  | Jean Welter         |

Datum: 7. bis 11. August 1928 

16 Teilnehmer aus 16 Ländern

### Schwergewicht (über 79,38 kg)
| Platz | Land | Sportler                |
| ----- | ---- | ----------------------- |
| 1     | ARG  | Arturo Rodríguez Jurado |
| 2     | SWE  | Nils Arvid Ramm         |
| 3     | DEN  | Michael Michaelsen      |
| 4     | NOR  | Sverre Sørsdal          |
| 5     | FRA  | Georges Gardebois       |
| 5     | USA  | Alexander Kaletchitz    |
| 5     | NED  | Sam Olij                |
| 5     | GER  | Hans Schönrath          |

Datum: 7. bis 11. August 1928 

10 Teilnehmer aus 10 Ländern